# Ahmed Al-Tameemi
Ahmed Shaalan Abdulkadhim Al-Tameemi (ur. 13 marca 1989) – iracki zapaśnik walczący w stylu klasycznym.
Ósmy na mistrzostwach Azji w 2020. Drugi na Światowych Igrzyskach Sportów Walki w 2023 roku.